# 埃蘭德山脈
70°35′S 63°10′W / 70.583°S 63.167°W
埃蘭德山脈（英語：Eland Mountains）是南極洲的山脈，位於帕爾默地東岸，處於克利福德冰川南岸，全長40公里，海拔高度超過2,440米，該山脈在1936年由英國探險隊發現。